# Округ Бакс (Пенсилванија)
Бакс (енгл. Bucks County) је округ у америчкој савезној држави Пенсилванија.

## Демографија
По попису из 2010. године број становника је 625.249, што је 27.614 (4,6%) становника више него 2000. године.
| Група             | 2000.           | 2010.           |
| Белци             | 544.733 (91,1%) | 543.207 (86,9%) |
| Афроамериканци    | 19.495 (3,3%)   | 22.376 (3,6%)   |
| Азијати           | 13.627 (2,3%)   | 24.008 (3,8%)   |
| Хиспаноамериканци | 14.005 (2,3%)   | 26.782 (4,3%)   |
| Укупно            | 597.635         | 625.249         |